# Бабич, Александр Адамович

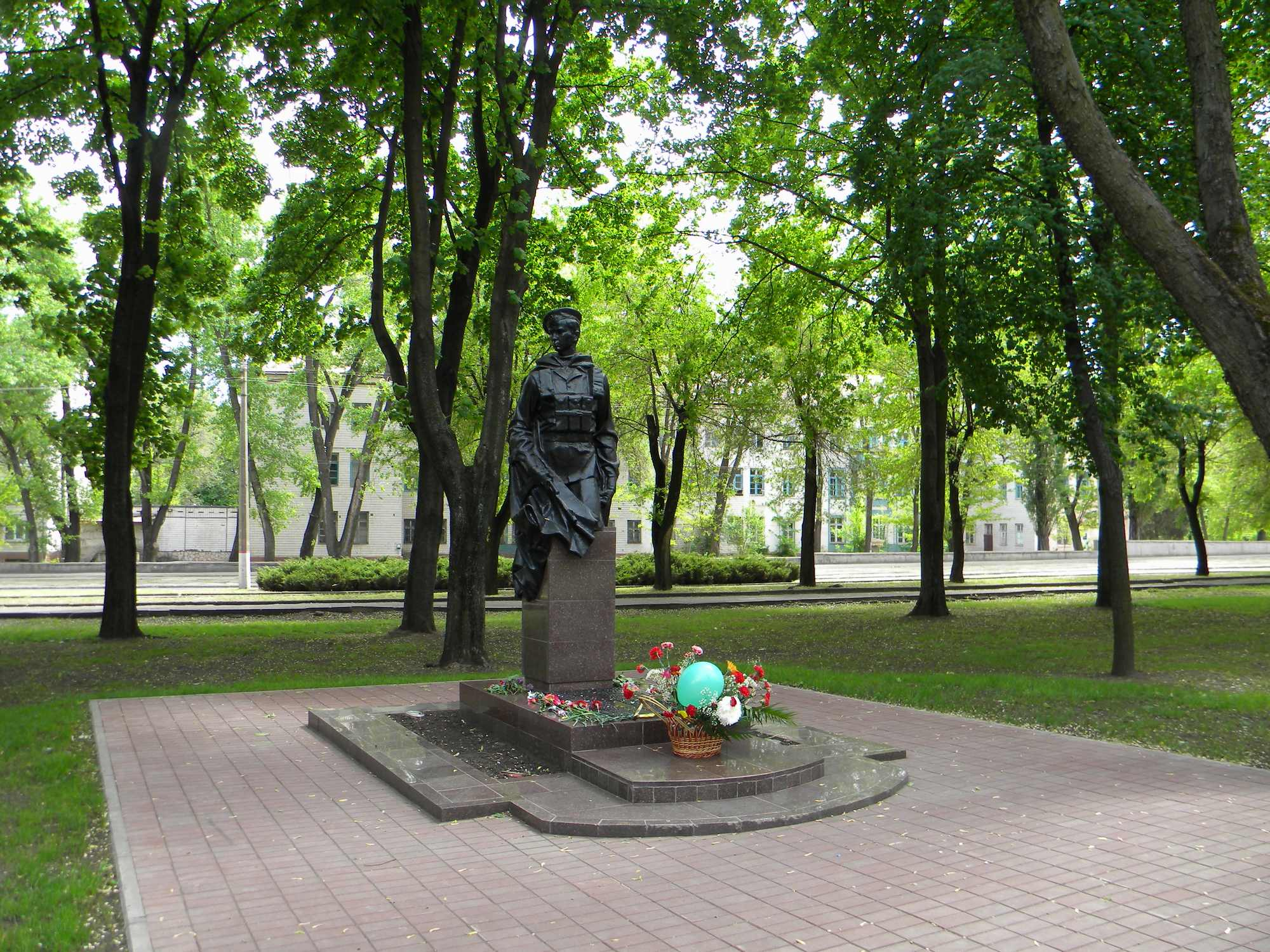
Имя на памятнике воинам-интернационалистам на Дзержинке (Кривой Рог)

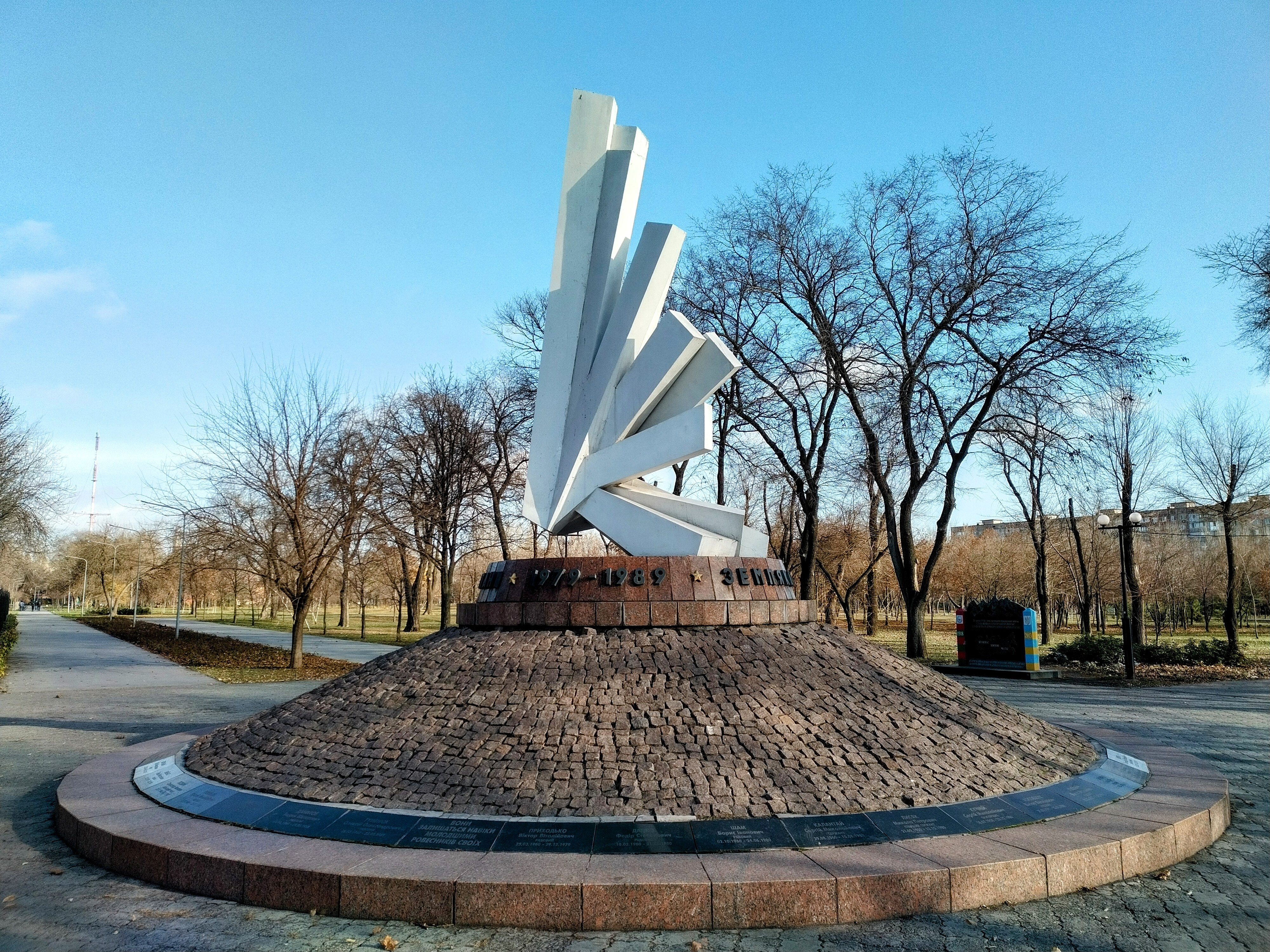
Имя на памятнике воинам-интернационалистам в Юбилейном парке (Кривой Рог)

Бабич Александр Адамович (26 июля 1963, Кривой Рог, Днепропетровская область — 30 апреля 1984, Дарах, Панджшер) — советский военнослужащий, рядовой, писарь 1‑го мотострелкового батальона 682‑го мотострелкового полка 108‑й мотострелковой дивизии, участник Афганской войны.

## Биография
Родился 26 июля 1963 года в городе Кривой Рог Днепропетровской области УССР в рабочей семье.
В 1982 году окончил Криворожский металлургический техникум, работал слесарем блюминга № 1 на Криворожском металлургическом комбинате.
29 сентября 1982 года призван в Вооружённые силы СССР Саксаганским районным военным комиссариатом Кривого Рога. В мае 1983 года направлен в состав ограниченного контингента советских войск в Афганистане, служил писарем 1‑го мотострелкового батальона 682‑го мотострелкового полка 108‑й мотострелковой дивизии (в/ч п/п 86997; кишлак Руха, Панджшерское ущелье).
В составе 1‑го мотострелкового батальона участвовал в 7-й Панджшерской операции. 30 апреля 1984 года в районе кишлака Сах в ущелье Хазара батальон попал в засаду, командно-наблюдательный пункт, на котором находился Бабич, был обстрелян. Отражая нападение, заменил раненого пулемётчика. В этом бою получил смертельное ранение.
Похоронен в Кривом Роге на Центральном кладбище (участок 3, ряд 1, могила 138).

## Награды
- Орден Красной Звезды (посмертно)[1][2].

## Память
- Имя на памятнике воинам-интернационалистам Днепропетровщины, погибшим в Афганистане (Днепр)[5];
- Имя на памятнике воинам-интернационалистам на Дзержинке (Кривой Рог);
- Имя на памятнике воинам-интернационалистам в Юбилейном парке (Кривой Рог).